# KS Elbasani
Klubi Sportiv Elbasani este un club de fotbal din Elbasan, Albania care evoluează în 
Kategoria superiore. 

## Palmares
- Kategoria superiore 2

(1983-84, 2005-06)
- Liga secundă 3

(1933, 1958, 2001-02)
- Cupa Albaniei 2

(1975, 1982).

## KS Elbasani în Europa
- TP = Tur preliminar
- R1 = Prima rundă

| Sezon   | Competiție       | Rundă | Țară              | Club       | Acasă | Deplasare |
| ------- | ---------------- | ----- | ----------------- | ---------- | ----- | --------- |
| 1984/85 | Liga Campionilor | R1    | Danemarca         | Lyngby BK  | 0-3   | 0-3       |
| 2005/06 | Cupa UEFA        | TP    | Macedonia de Nord | FK Vardar  | 1-1   | 0-0       |
| 2006/07 | Liga Campionilor | TP    | Lituania          | FK Ekranas | 1-0   | 0-3       |

## Lotul de jucători 2010/11
Iulie 2009
| Nr. |         | Poziție | Jucător          |
| --- | ------- | ------- | ---------------- |
|     | Albania | P       | Parid Berdufi    |
|     | Albania | F       | Merdian Kasollja |
|     | Albania | F       | Daniel Ramazani  |
|     | Albania | F       | Albano Dushku    |
|     | Albania | F       | Eder Peti        |
|     | Albania | F       | Ganjol Kaculi    |
|     | Albania | M       | Endri Duka       |
|     | Albania | M       | Elvis Guranjaku  |
|     | Albania | M       | Eriol Merxha     |
|     | Albania | M       | Endri Dalipi     |
|     | Albania | M       | Endri Halilaj    |
|     | Albania | M       | Erjal Balla      |
|     | Albania | M       | Orgest Gava      |
|     | Albania | M       | Serxho Piku      |
|     | Albania | M       | Jurgen Sejdini   |
|     | Albania | M       | Marsid Dushku    |

| Nr. |         | Poziție | Jucător                                 |
| --- | ------- | ------- | --------------------------------------- |
|     | Albania | M       | Donald Varfi                            |
|     | Albania | M       | Armando Mehmetaj                        |
|     | Albania | M       | Edison Plepi                            |
|     | Albania | M       | Aldon Bello                             |
|     | Albania | M       | Jurgen Dishani                          |
|     | Albania | M       | Renato Hyshmeri                         |
|     | Albania | M       | Ledio Pine                              |
|     | Albania | M       | Besmir Xhika                            |
|     | Albania | A       | Darling Banushaj                        |
|     | Albania | A       | Domeniko Ibrahimi                       |
|     | Albania | A       | Olsen Suli                              |
|     | Albania | A       | Ervis Leka                              |
|     | Albania | A       | Engert Kuci                             |
|     | Albania | A       | Jasmin Raboshta (on loan from Vllaznia) |
|     | Albania | A       | Hetlmen Capja                           |